# Jorge Denevi
Jorge Denevi (28 de marzo de 1944) es un director, actor y dramaturgo uruguayo.

## Biografía
Su carrera teatral comenzó en 1959 en Teatro Universitario. Entre 1963 y 1967 cursó estudios de en la Escuela de Arte Dramático de Club de Teatro.
En ocasiones utiliza el seudónimo Alberto Griera cuando realiza tareas técnicas.
Su primera obra en el rol de Director fue Informe para distraídos en 1968.
Estaba divorciado de la actriz y directora teatral Mary Da Cuña, con quien tuvo una hija y una nieta: la actriz Julieta Denevi y su hija Marcia Olivera.

## Actividad teatral

### Como actor
- Mis padres y yo (1960) de J. Andre Lacour y dirigido por Carlos Denis Molina
- Los bajos fondos (1962) de M. Gorki y dirigido por Giustino Marzano
- Cinco goles (1963) de Andrés Castillo, dirigido por Nelson Flores

### Como Director
- Dormitorios (1982), de Alan Ayckbourn
- Semilla Sagrada (1983) de Sergio Otermin
- Como lo hace la otra mitad (1986)
- Humorum Uruguayensis (2006)
- Farsa en el Dormitorio (2017)
- El prisionero de la 2da avenida (2022)

### Como dramaturgo
- La muerte de Tarzán (1977)
- La última noche de Sebastián Melmoth (1978)
- Como lo hace la otra mitad (1986)

## Actividad televisiva
Ingresó a la televisión uruguaya actuando en el elenco de Jaujarana en 1969 permaneciendo durante 3 años. También, encarnó el rol de Flaco Cleanto basado en el cuento de Jorge Scheck. Fue director de elenco del programa uruguayo Telecataplum y del también formato cómico Plop! en 1991.

## Actividad en el cine
El ingeniero fue una película estrenada en 2012 que lo tuvo como protagonista y en 2016 actuó en Las toninas van al este, película dirigida por Gonzálo Delgado y Verónica Perrotta.

## Premios
- Premio Florencio por Viaje de un largo día hacia la noche (2016)[4]
- Premio Florencio por Las bicicletas son para el verano (1994)
- Premio Iris a la mejor actuación por El ingeniero (2013)[5]